# سوبر إن أر كا
سوبر إن أر كا هي قناة تلفزيونية وإذاعية نرويجية موجهة للأطفال، أنشئتها هيئة الإذاعة النرويجية. بدأ بث القناة التلفزيونية في 1 ديسمبر 2007 على الشبكة الرقمية وعلى نفس تردد قناة إن أر كا 3 من 7:00 صباحا إلى 19:00 مساء. في حين تم بث قناة سوبر إن أر كا الإذاعية على راديو DAB وعلى الإنترنت تم إطلاق القناة الإذاعية في 16 أكتوبر 2007.